# Odre

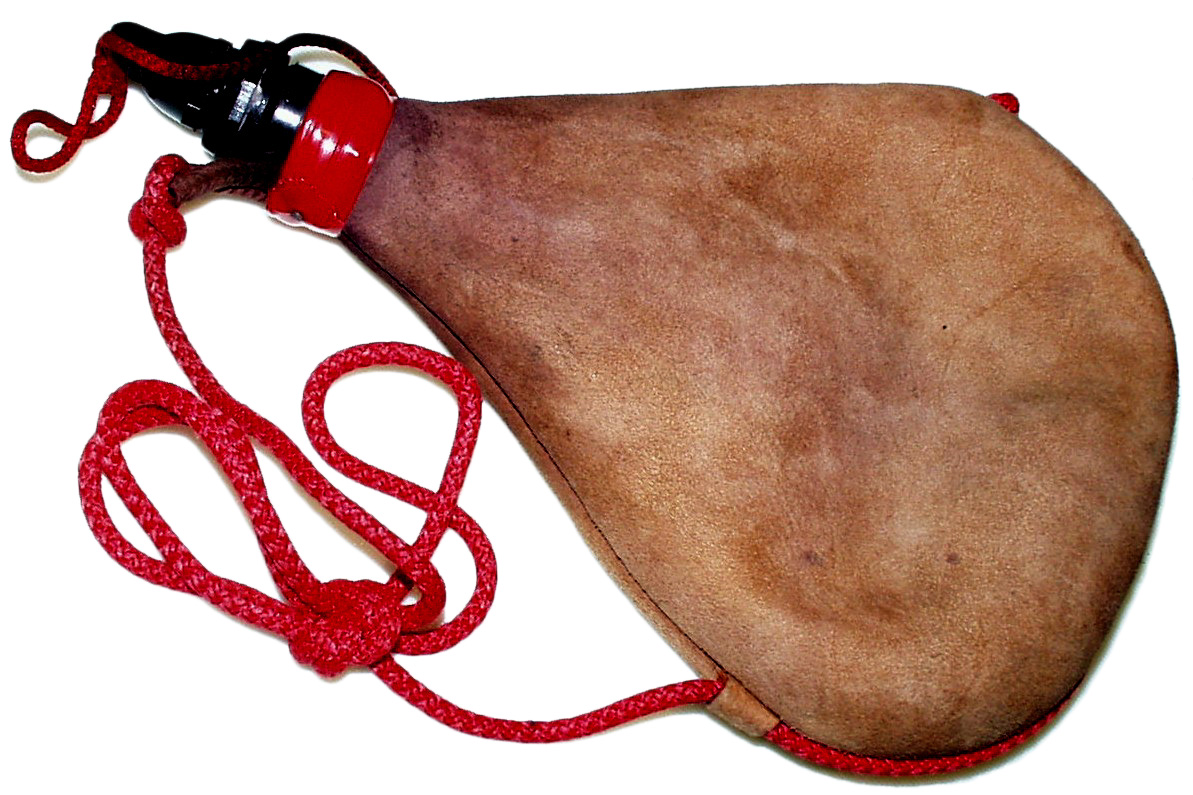
Um odre de vinho.

Odre (ô) (do latim utre), também chamado de pele (do latim pelle), é como se chama um antigo recipiente feito de pele de animal, geralmente de cabra, usado para o transporte de líquidos como água, azeite, leite, vinho, manteiga ou mesmo queijo.

## História
Sua associação ao vinho vem dos antigos gregos, que, nas festas denominadas bacanais, dedicadas ao deus Baco pela vindima desta bebida, era oferecido o sacrifício do bode, com o qual se fabricaria o odre que conservaria o vinho. Sendo a morte de animais um ato antirreligioso, entre os antigos árias, tal dedicação ao deus os perdoaria do pecado de tirarem a vida daquele. Era, então, entoado um hino trágico chamado Canto do Bode.
A parte sacrificial do rito a Baco diferia da parte profana; enquanto na primeira dava-se de modo contrito e sério, a segunda era pública e festiva. Nesta, o cortejo era aberto por Sileno ou o próprio Baco, montados num burro, carregando o odre cheio do vinho.
Os recipientes dos tempos antigos variavam grandemente em tamanho e formato, alguns deles sendo bolsas de couro, e outros sendo vasos de gargalo estreito, com rolha. Os egípcios possuíam vasos ornamentados que serviam quais frascos, e estes eram de alabastro, osso, bronze, vidro, ouro, marfim, porcelana, prata ou pedra. Frascos de vidro eram utilizados na antiga Assíria, e vasos de cerâmica eram comuns em várias terras bíblicas da antiguidade. No entanto, os antigos usavam especialmente odres.
O modo comum de se fazer um odre era abater um animal, decepar-lhe a cabeça e as patas, e então retirá-lo cuidadosamente do couro, de um modo que fosse desnecessário abrir a barriga do animal. O couro era, então, curtido, e depois todas as aberturas, exceto uma, eram costuradas. O pescoço, ou talvez uma das pernas, ficava sem costura e servia de abertura que podia ser tampada com uma rolha ou um cordão. Os couros de ovelha, de cabrito, e às vezes de boi, eram utilizados com tal objetivo, e, em alguns casos, deixavam-se os pelos nas peles usadas como recipientes para leite, manteiga, queijo e água. No entanto, era necessário um processo mais cabal de curtição quando os odres se destinavam a guardar azeite ou vinho. Até mesmo em épocas mais recentes, têm-se fabricado muitos odres dessa mesma forma, no Oriente Médio. Quando os odres para água não são curtidos, transmitem um sabor desagradável à água conservada neles.

## Citações na Bíblia
Ao despedir Agar, Abraão equipou-a com um "odre" (em hebraico: hhé•meth) (Gênesis, capítulo 21, versículos 14, 15 e 19). Os gibeonitas disseram a Josué: "Estes são odres de vinho [em hebraico: noʼ•dhóhth] que enchemos quando novos, e eis que rebentaram" (Livro de Josué, capítulo 9, versículo 13). Tal coisa poderia acontecer com o tempo, devido à crescente pressão resultante da fermentação ativa do vinho. Eliú disse: "Eis que meu ventre é como o vinho sem respiradouro; como odres novos [em hebraico: ʼo•vóhth], quer rebentar" (Livro de Jó, capítulo 32, versículo 19). Em geral, porém, os odres novos de vinho suportavam a pressão interna resultante da fermentação ativa do vinho. Todavia, velhos odres de vinho ficavam com o tempo endurecidos e perdiam a elasticidade, de modo que tendiam a rebentar. 
Por isso, Jesus Cristo disse apropriadamente: "Tampouco se põe vinho novo em odres velhos; mas, caso o façam, então os odres rebentarão e o vinho se derramará, e os odres ficarão arruinados. Mas, põe-se vinho novo em odres novos, e ambas as coisas ficam preservadas" (Mateus, capítulo 9, versículo 17.). Davi, fugitivo assediado por inimigos, referiu-se de forma figurada ao odre, dizendo: "Põe deveras as minhas lágrimas no teu odre" (Salmos, capítulo 56, versículo 8). Com isso, Davi pedia a Deus, em quem depositava sua confiança, que colocasse suas lágrimas num odre, por assim dizer, para que se lembrasse delas.
Provavelmente bolsas de pele cheias de vinho eram, às vezes, penduradas num local em que podiam ser defumadas, de modo a protegê-las dos insetos, ou para que o vinho adquirisse rapidamente certas propriedades desejadas. Por outro lado, quando não estavam em uso, os odres talvez fossem pendurados num aposento sem chaminé, e, assim, ficavam enegrecidos pela fumaça do fogo ali aceso. Tais odres de vinho logo perdiam sua elasticidade e se enrugavam. Foi talvez pensando nisso que o salmista, assolado por tribulações, disse: "Pois, tornei-me como um odre na fumaça" (Salmos, capítulo 119, versículo 83).